# Elektromesser

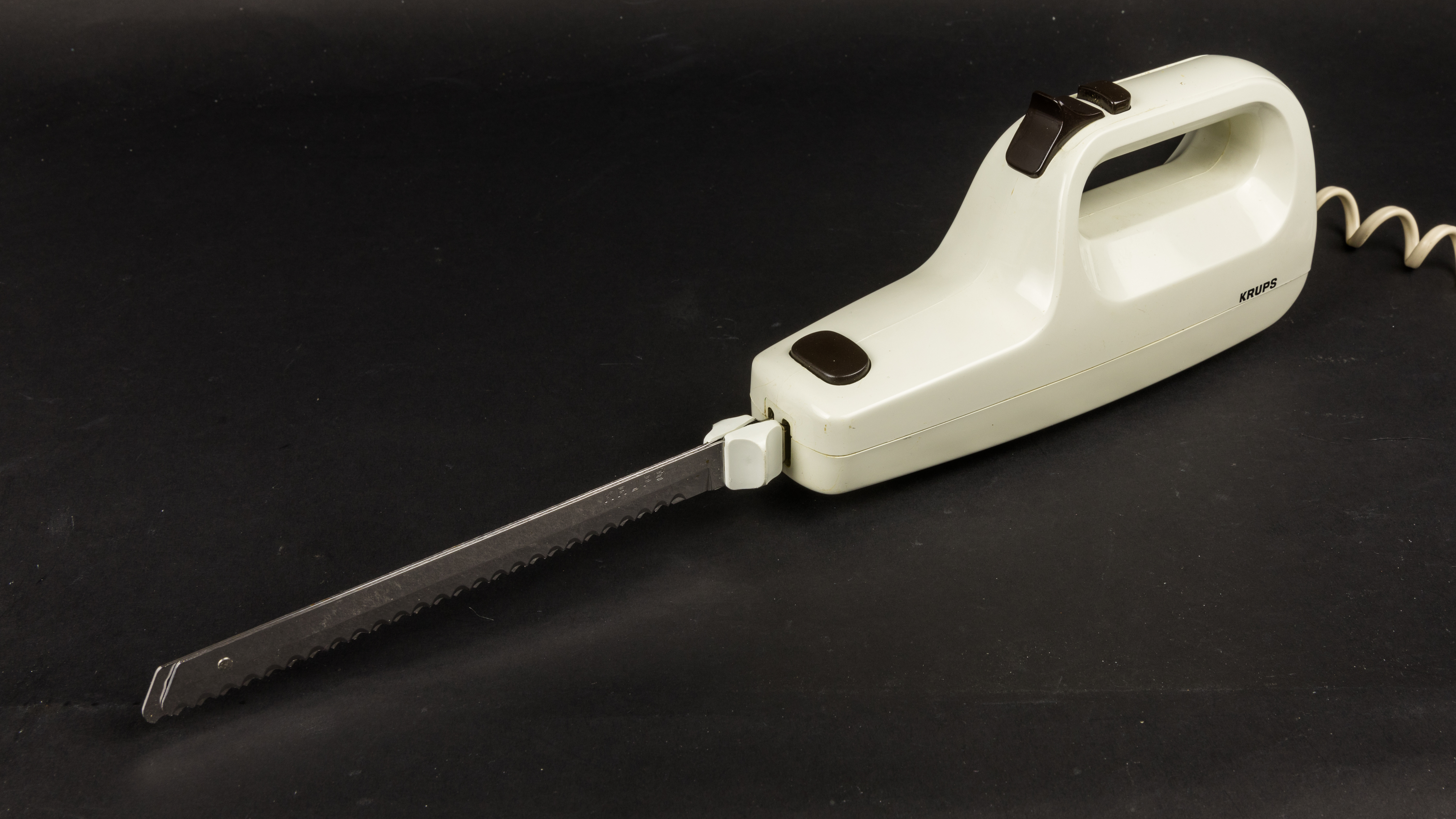
Kabelgebundenes Elektromesser

Ein Elektromesser ist ein elektrisches Küchengerät zum Zerteilen von Nahrungsmitteln. Durch die Nutzung eines Elektromessers können gleichmäßige Scheiben mit wenig Kraftaufwand geschnitten werden.

## Funktion

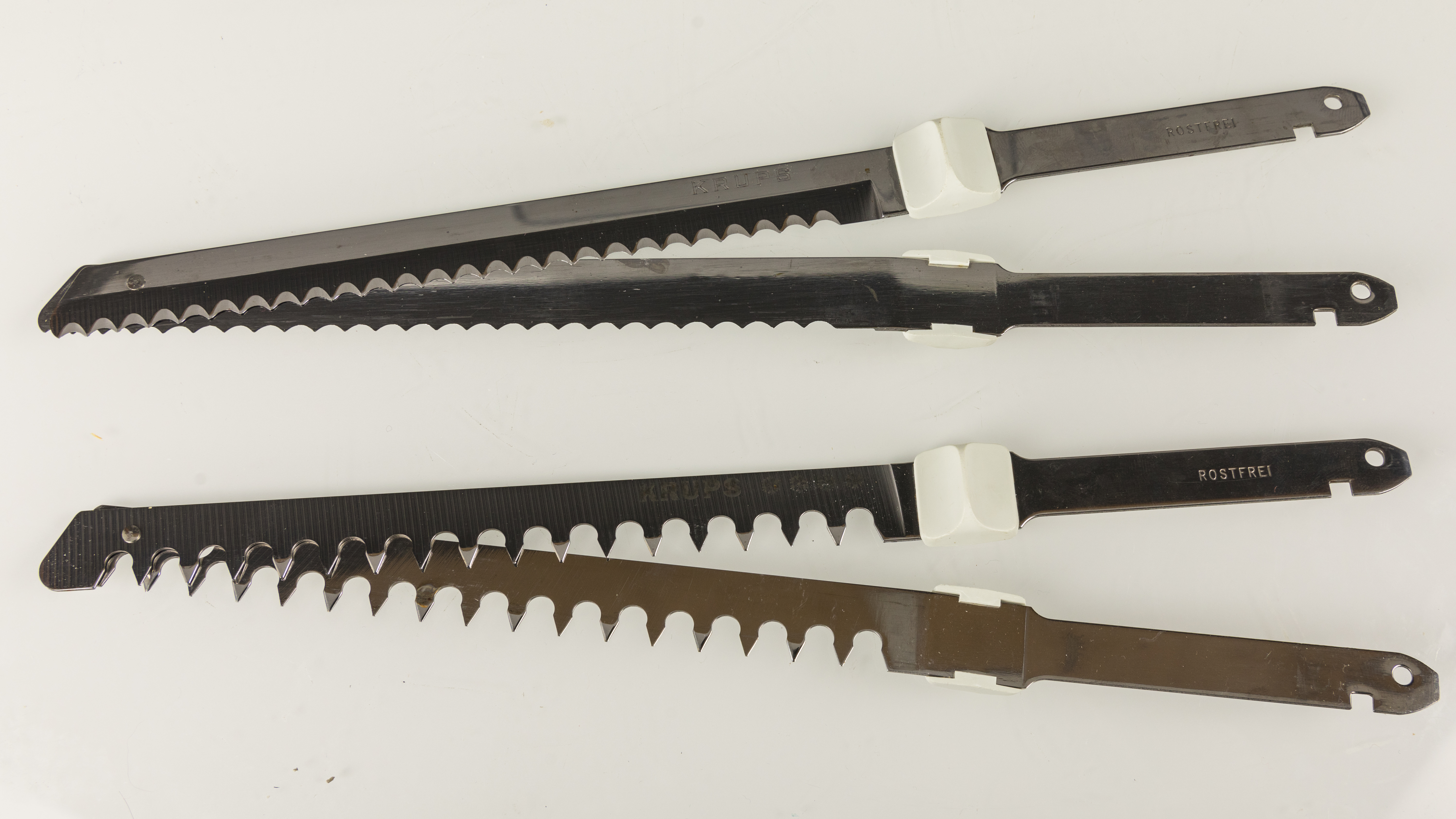
Zwei verschiedene Doppelmesser, das untere ist für gefrorene Speisen geeignet

Im Griff des Elektromessers ist ein Elektromotor integriert, der eine gezahnte Doppelklinge antreibt. Durch die Hin- und Herbewegung der Klinge mit einer hohen Frequenz lassen sich weiche, feste und gefrorene Lebensmittel zerteilen.

## Varianten
Elektromesser gibt es als kabellose Modelle mit eingebautem Akku und als kabelgebundene Variante. Üblicherweise sind die akkubetriebenen Geräte mit einem Lithium-Ionen-Akku ausgestattet. Kabelgebundene Modelle weisen häufig eine kompaktere Bauweise auf. Weitere Unterschiede gibt es bei der Leistungsaufnahme (in der Regel zwischen 100 und 180 Watt) und dem Lieferumfang (Ladestation, Wandhalterung, Wechselklingen).